# Ícaro & Gilmar
Ícaro & Gilmar é uma dupla sertaneja brasileira formada pelos amigos Ícaro da Silva Mantovani (Periquito, 27 de maio de 1991) e Gilmar Rodrigues de Castro (Periquito, 4 de dezembro de 1990) em 2009, na cidade de Periquito. A dupla é conhecida pelos hits "Imperfeitos", "M de Mulher", "Despedida", "Não Me Esquecerás", "A Viola e Eu" (com participação especial do cantor Eduardo Costa) e "Logo Logo" (com Hugo & Guilherme).

## História
Ícaro e Gilmar são naturais de Periquito e se conheceram em sua cidade natal. Em 2005, criaram uma banda de pop rock com alguns amigos, mas após alguns meses, a banda se desfez. Felizmente a parceria entre Ícaro e Gilmar permaneceu intacta, e então a dupla se juntou, em 2009, e partiu para um novo estilo musical: o sertanejo. Foi com esse ritmo que começaram a fazer shows particulares para amigos, depois em restaurantes, bares e casas noturnas.
Morando em Goiânia desde 2017, em 2019 tiveram a oportunidade de ingressar no time da NA Produções Artísticas, escritório da cantora Naiara Azevedo, comandado por Rafael Cabral, onde tudo começa a se concretizar.

## Carreira
- Após 9 anos tocando em bares, desde que entraram para o casting da NA Produções Artísticas, em 2018 gravaram e lançaram o álbum de estreia Na Bebida e Na Sofrência[6], de onde veio o sucesso "Despedida" (composta por Waleria Leão e por Thiago e Samuel, que compõem a dupla Os Parazim), que fez a dupla ganhar destaque nacional[7].
- Em 2019, Ícaro & Gilmar dá início ao que se tornaria a marca registrada e fizesse a dupla ganhar mais projeção nacional em 2020, durante a pandemia. Sextou BB teve sua primeira edição lançada em 2019 e ganhou outras edições ao decorrer do ano de 2020.[8][9] Consiste em um projeto de regravações de clássicos da música brasileira, especialmente da música sertaneja, incluindo inéditas.
- Ainda em 2020, Ícaro & Gilmar lançam A Gente Acertou, álbum ao vivo gravado com as participações especiais de Gabriel Gava, Naiara Azevedo, Mariana Fagundes e Humberto & Ronaldo, que conta com o sucesso "M de Mulher".
- Com todo o sucesso alcançado, Ícaro & Gilmar lançam Ao Vivo em Campo Grande, em 2022[10], com os hits "Imperfeitos"[11], "Centésima Chamada" e "Não Me Esquecerás". "Imperfeitos" alcançou mais de 35 milhões de visualizações no YouTube.[12]
- No mesmo ano, a dupla grava mais um DVD em Barretos.[13] Desse projeto, a releitura de "M de Mulher" alcançou 16 milhões de visualizações no clipe extraído da gravação.[14][15]
- Em 2023, Ícaro & Gilmar lançam mais uma edição do Sextou BB, com participações especiais de Naiara Azevedo e Humberto & Ronaldo.[16][17] No mesmo ano, gravam um DVD em Goiânia, intitulado Nunca Deixe de Sonhar, com as participações de Hugo & Guilherme e Eduardo Costa.[18] Desse projeto sai os sucessos "Logo Logo", com Hugo & Guilherme[19], e "A Viola e Eu", com Eduardo Costa[20], que atingiu mais de 30 milhões de streams em apenas um mês de lançamento. Além dessas, o álbum também conta com o single "Se Ame Primeiro", que, assim como "M de Mulher", “é um hino que transmite uma mensagem de autoestima e autossuficiência feminina”.[21]

## Discografia
| Faixas |
| --- |
| 1. Língua do Beijo 2. Rosas, Versos e Vinhos / Sou Fã / Difícil 3. A Gente Acertou 4. O Que É Que Tem / Recaídas / Esqueça Que Eu Te Amo 5. Vida Torta |

| Faixas |
| --- |
| 1. 10 Anos / É Com Ela Que Eu Estou 2. Você Me Faz Mal 3. Refém / Só Pro Meu Prazer / Fica Combinado 4. Despedida 5. Aonde Quer Que Eu Vá / Apenas Mais uma de Amor / Só Hoje |

| Faixas |
| --- |
| 1. Deus Me Livre / Adoro Amar Você / Declaração de Amor 2. Deixaria Tudo / Tarde Demais / Preciso Dar um Tempo 3. Quando Você Some / Não Precisa / Cigana 4. Catedral / Deixa Eu Te Amar 5. Inevitável / Agora Vai / Por um Gole a Mais |

| Faixas |
| --- |
| 1. Aceito Sua Decisão / Liguei Pra Te Dizer Que Te Amo" (part. Hugo & Guilherme) 2. Solidão / Passou da Conta 3. Pra Ter Seu Amor / Marca Evidente 4. Pois É / Por Te Amar Assim |

| Faixas |
| --- |
| 1. Como Vai Você / Te Amar Foi Ilusão 2. Estrela / Eu Já Te Amava 3. Ausência / Bijuteria 4. Dois Corações e Uma História / Felicidade, Que Saudade de Você |

| Faixas |
| --- |
| 1. As Paredes Azuis / Você Não Sabe Amar 2. Só Sei Te Amar / Na Hora do Adeus 3. Cheiro de Shampoo / Minha Estrela Perdida 4. Frio da Madrugada / Separação |

| Faixas |
| --- |
| 1. Que Amigo É Esse 2. Onde Você Está / Fiel Até Debaixo D´Água 3. Eu Juro / Não Olhe Assim 4. Vem Me Buscar / Por Um Minuto 5. Sonho por Sonho / Desculpe Mas Eu Vou Chorar 6. Hoje Eu Sei / A Rotina |

| Faixas |
| --- |
| 1. É de Dar Dó 2. Eu Busco uma Estrela / Esta Noite Foi Maravilhosa 3. Preciso Ser Amado / Da Boca Pra Fora 4. Labirinto / Valeu 5. Foi Deus / Te Quero Pra Mim 6. Você Me Vira a Cabeça / Você Não Me Ensinou a Te Esquecer |

| Faixas |
| --- |
| 1. Bebi, Mandei! 2. Cara ou Coroa / Depois Que Você Matar Meu Coração 3. Sufocado / Quando um Grande Amor Se Faz 4. Então Pode Ir / Se Não Tivesse Ido 5. E Deixe o Tempo Ver / Chega Mais Pra Cá (part. Humberto & Ronaldo) |

| Faixas                                                                                  |
| --------------------------------------------------------------------------------------- |
| 1. Primeiro Dia Sem Mim 2. Não Te Pareço Normal 3. Latinha 4. Cara de Sorte 5. Caixinha |

| Faixas |
| --- |
| 1. Indícios de Bebida 2. Amor dos Amores 3. Chorando, Fumando e Bebendo 4. Espera Até Segunda 5. Cinco Cervejas Atrás |

| Faixas                                                                                              |
| --------------------------------------------------------------------------------------------------- |
| 1. Óculos Escuro 2. Falsidade Ideológica 3. Prática e Teoria 4. Melhor Não 5. Vai Precisar de Carga |

| Faixas                                                                                           |
| ------------------------------------------------------------------------------------------------ |
| 1. Mesmo Ambiente 2. Despausei 3. Atrasando a Volta 4. Nem Que Seja a Última 5. Eu Não Tô Pronto |

| Faixas                                        |
| --------------------------------------------- |
| 1. Eu Acho Que Ela Vai Namorar 2. Quase Livre |

| Faixas                                            |
| ------------------------------------------------- |
| 1. Um Cara Entre A Gente 2. Dedicado Pra Esquecer |

| Faixas                                       |
| -------------------------------------------- |
| 1. Barulho de Balada 2. Acidente de Percurso |

| Faixas                                  |
| --------------------------------------- |
| 1. Parece Mas Não É 2. Troca de Maldade |

| Faixas |
| --- |
| 1. Saudade Futura 2. Moleque de Barba 3. Morenaça 4. Nunca Deixe de Sonhar 5. Logo Logo (part. Hugo & Guilherme) 6. A Viola e Eu (part. Eduardo Costa) 7. Se Ame Primeiro |

| Faixas                            |
| --------------------------------- |
| 1. Limpa 2. Raiva Suada 3. Apenas |

| Faixas                                                                        |
| ----------------------------------------------------------------------------- |
| 1. Entretanto dos Defeitos 2. Trocando Defeitos 3. Descarta 4. Solto no Goiás |

### Singles
| Ano  | Álbum                                  | Título                                                                    | Certificação         | Vendas certificadas | Melhor posição |
| Ano  | Álbum                                  | Título                                                                    | Pro-Música Brasil    | Pro-Música Brasil   | BRA            |
| ---- | -------------------------------------- | ------------------------------------------------------------------------- | -------------------- | ------------------- | -------------- |
| 2018 | Na Bebida e Na Sofrência               | Despedida                                                                 | Nenhuma certificação | Não disponível      | -              |
| 2019 | Não adicionado a nenhum álbum          | Zé Pinguinha (part. Humberto & Ronaldo)                                   | Nenhuma certificação | Não disponível      | -              |
| 2020 | A Gente Acertou                        | Ex É Tudo Igual (part. Humberto & Ronaldo)                                | Nenhuma certificação | Não disponível      | -              |
| 2020 | A Gente Acertou                        | Álcool e Tempo (part. Naiara Azevedo)                                     | Nenhuma certificação | Não disponível      | -              |
| 2020 | A Gente Acertou                        | Amizade É Pouco (part. Gabriel Gava)                                      | Nenhuma certificação | Não disponível      | -              |
| 2020 | A Gente Acertou                        | Rascunho (part. Mariana Fagundes)                                         | Nenhuma certificação | Não disponível      | -              |
| 2020 | Sextou BB: Ouvindo, Bebendo e Sofrendo | Tira Um Tempo Pra Ela (part. Hugo & Guilherme)                            | Nenhuma certificação | Não disponível      | -              |
| 2021 | Sextou BB: Ouvindo, Bebendo e Sofrendo | Pouca Roupa                                                               | Nenhuma certificação | Não disponível      | -              |
| 2021 | Sextou BB: Ouvindo, Bebendo e Sofrendo | Deixa / Vida Vazia / Saudade / Desejo De Amar (part. Diego & Victor Hugo) | Nenhuma certificação | Não disponível      | -              |
| 2021 | Sextou BB 4 (Ao Vivo em Goiânia)       | Que Amigo É Esse?                                                         | Ouro                 | +40 000             | -              |
| 2021 | Ao Vivo em Campo Grande                | Centésima Chamada                                                         | Nenhuma certificação | Não disponível      | -              |
| 2022 | Ao Vivo em Campo Grande                | Imperfeitos                                                               | Nenhuma certificação | Não disponível      | -              |
| 2022 | Ao Vivo em Campo Grande                | Não Me Esquecerás                                                         | Nenhuma certificação | Não disponível      | -              |
| 2022 | Ao Vivo em Barretos                    | M de Mulher                                                               | Nenhuma certificação | Não disponível      | 181            |
| 2022 | Ao Vivo em Barretos                    | Vontade de Terminar                                                       | Nenhuma certificação | Não disponível      | -              |
| 2023 | Nunca Deixe de Sonhar                  | A Viola e Eu (part. Eduardo Costa)                                        | Nenhuma certificação | Não disponível      | -              |
| 2023 | Nunca Deixe de Sonhar                  | Logo Logo (part. Hugo & Guilherme)                                        | Nenhuma certificação | Não disponível      | -              |
| 2023 | Nunca Deixe de Sonhar                  | Se Ame Primeiro                                                           | Nenhuma certificação | Não disponível      | 97             |
| 2024 | Não adicionado a nenhum álbum          | Diferentona (part. Luan Pereira)                                          | Nenhuma certificação | Não disponível      | 2              |